# Félix Gogo
Félix Gogo (Antwerpen, 12 november 1872 – aldaar, 30 november 1953) was een Belgisch kunstschilder.

## Levensloop
Gogo was vanaf 1887 leerling aan de Koninklijke Academie voor Schone Kunsten in Antwerpen (oa. bij Eugène Joors) en vanaf 1891 aan het Hoger Instituut voor Schone Kunsten (oa. bij Piet Van der Ouderaa). Hij nam deel aan de wedstrijden voor de Prijs van Rome in 1892, 1895, 1898 (3de Prijs) en 1901 (2de Prijs; met 'De bedrukten troosten').
Gogo reisde naar Spanje, Tunesië en Italië. In elk van deze landen heeft hij plaatselijke taferelen geschilderd.
In 1904 werd hij leraar aan de Academie van Dendermonde en in 1910 aan die te Antwerpen. Van 1934 tot 1939 was Gogo directeur van de Academie voor Schone Kunsten in Dendermonde.
Gogo schilderde figuren, landschappen (de Kempen, de Noordzeekusten), stadsgezichten, interieurs (vaak van kerken) en stillevens.
Zijn thematiek verwerkte hij ook in litho’s. Gogo realiseerde een aantal muurschilderingen in de Opera in Antwerpen (1912). Deze werden later overschilderd.
Hij was lid van de kunstenaarsverenigingen "De Scalden", "Als ik Kan" (waarvan hij later voorzitter werd) en "Nationaal Verbond van Kunstschilders en Beeldhouwers van België".
Gogo werd begraven op de begraafplaats berchem.

## Tentoonstellingen
- 1905, Antwerpen, Galerie Buyle, 50ste salon van "Als ick kan" ("Interieur van een kapel in Toledo")
- 1907, Brussel, Salon : "Een volksmeisje"
- 1925, Gent, Salon : "Kempisch interieur", "Vissersboot"
- 1933, Gent, Salon : "Kempisch interieur", "Hollands interieur"
- 1937, Gent, Salon : "Interieur", "Interieur van een apotheek"

## Musea
- Antwerpen, Koninklijk Museum voor Schone Kunsten
- Dinant, verzameling van de stad
- Lier, Museum Wuyts Van Campen en Baron Caroly
- Verzameling Belgische Staat